# Adalbert Matkowsky
Adalbert Matkowsky, nato Adalbert Matzkowski (Königsberg, 6 dicembre 1857 – Berlino, 16 marzo 1909), è stato un attore tedesco.

## Biografia

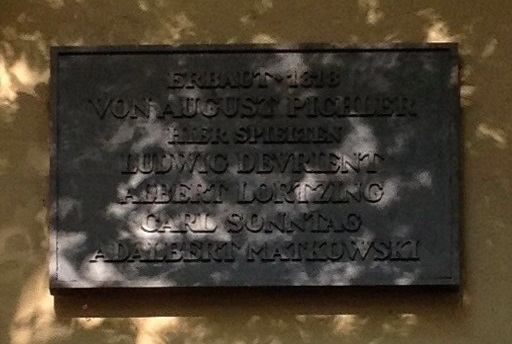
Targa commemorativa a Bad Pyrmont

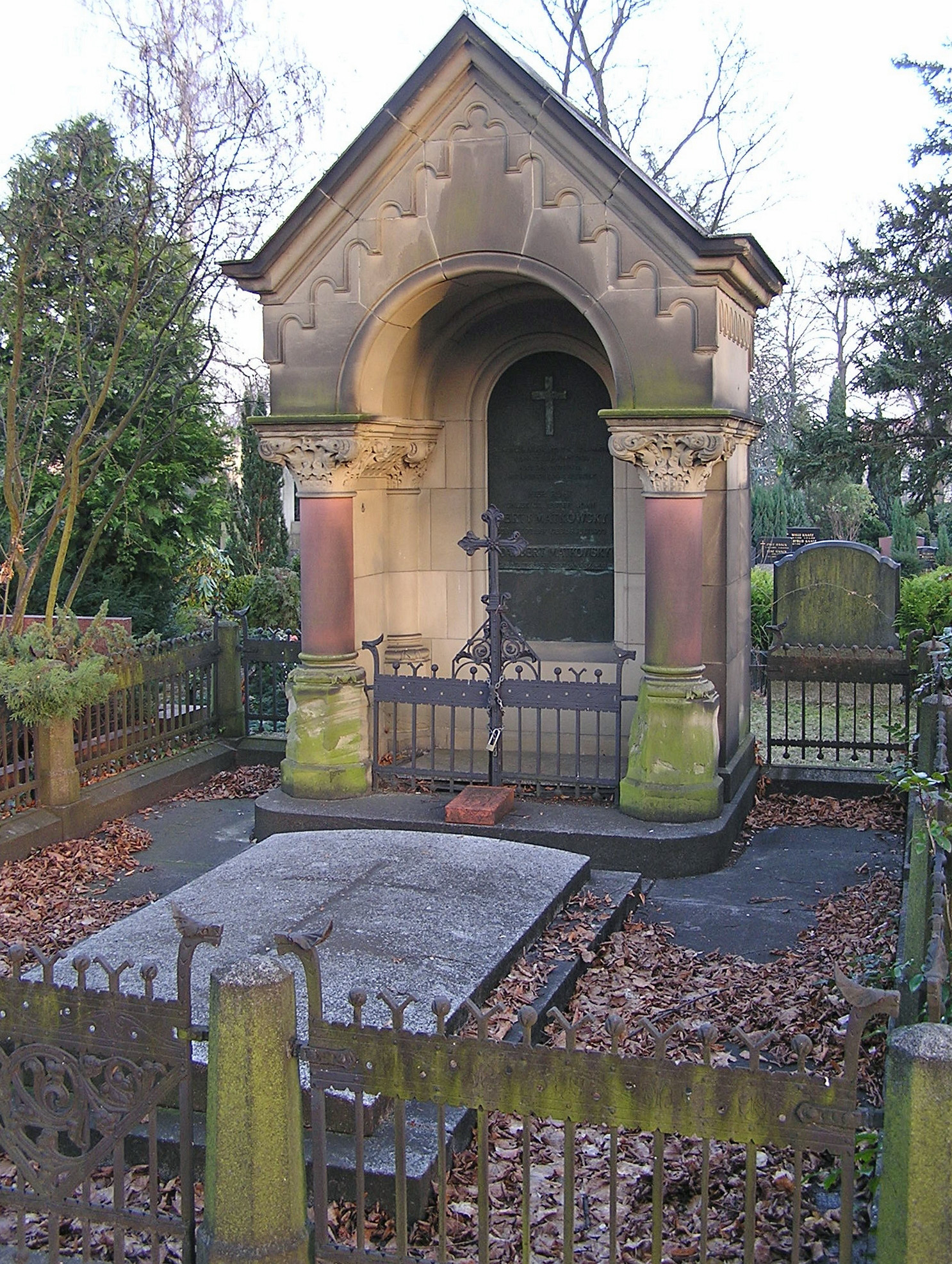
Tomba di Adalbert Matkowsky a Berlino

Adalbert Matkowsky nacque a Königsberg, nella Prussia Orientale, figlio di una sarta e di padre sconosciuto. 
All'età di nove anni, si trasferì con la madre a Berlino, dove ebbe una buona educazione.
Terminò il liceo berlinese a 18 anni e subito dopo incominciò a lavorare come commerciante in una compagnia di esportazione, ma pensava già al teatro, e così prese lezioni di recitazione, formandosi artisticamente.
Nel 1877 debuttò al Gesellschaftstheater Urania berlinese; dopo di che fu attivo a Dresda (1877-1885) e ad Amburgo (1886-1888).
Si affermò clamorosamente a Berlino, dove dal 1889 al 1908, recitò al Königliches Schauspielhaus, esprimendo una personalità prepotente e una tecnica magistrale, un temperamento esplosivo, una forza di persuasione, grandi risorse vocali e mimiche, una natura impetuosa, una inebriante passionalità, soprattutto in ruoli shakespeariani, eroici e di giovane amoroso (Romeo, Marc'Antonio, Coriolano) e del repertorio tedesco (Friedrich Schiller, Johann Wolfgang von Goethe), poi anche in quelli di uomo saggio e forte (Guglielmo Tell), distinguendosi per un Macbeth di grande dinamismo e azione, che trasmise e comunicò molta soggezione e timore.
Nei giorni precedenti alla sua morte, Matkowsky stava preparando la parte di Achille, dell'opera Tersites del poeta e drammaturgo austriaco Stefan Zweig.
Fu la prima persona a diventare Königlich preußischer Hofschauspieler (Attore di corte reale prussiana), e lasciò dietro di sé un ricordo quasi leggendario.
Ha scritto l'autobiografia Eigenes und Fremdes, pubblicata per la prima volta nel 1896.
Adalbert Matkowsky morì a Berlino il 16 marzo 1909, per problemi cardiovascolari.